# 막스 프루스
막스 프루스(Max Pruss, 1891년 9월 13일 ~ 1960년 11월 28일)는 마지막 비행에서 체펠린 비행선 LZ 129 힌덴부르크의 기장이었으며 재난에서 살아남은 승무원이었다.

## 생애
막스 프루스는 1891년 동프로이센 스곤(현재 폴란드의 Zgon, Warmian-Masurian Voivodeship)에서 태어났다. 1906년 독일 해군에 입대하여 제1차 세계 대전 중 비행선 훈련을 마치고 독일 체펠린 비행선의 승강타수로 복무했다. 프루스는 1936년 리우데자네이루로 가는 세 번째 비행에서 힌덴부르크 승무원이 되었다. 그의 경력 동안 그는 대서양을 171번 비행했다. 힌덴부르크의 마지막 비행은 1937년 5월 3일부터 6일까지였으며, 이는 프루스의 힌덴부르크 지휘 기장으로서의 첫 비행이었다. Airships.net에 따르면 그는 NSDAP 당원이었다. 그는 69세에 사망했다.

## 힌덴부르크 참사
프루스는 1937년 5월 6일 힌덴부르크 참사 당시 비행선의 사령관이었다. 이것은 그가 레이크허스트로 가는 여행을 지휘한 첫 번째 경험이었다. 프루스와 여러 승무원은 힌덴부르크가 불타면서 지상으로 추락하는 동안 탑승했고, 이후 모두에게 하선을 명령했다. 그는 무전수 윌리 슈페크를 잔해 밖으로 옮긴 후, 구조대원들이 강제로 그를 제지할 때까지 생존자를 찾았다. 프루스는 광범위한 화상을 입어 구급차로 레이크우드의 폴 킴볼 병원으로 이송되어야 했다. 화상은 너무 심해서 종부성사를 받았지만, 남은 생애 동안 그의 얼굴은 변형되었음에도 불구하고 다음 몇 달 동안 그의 상태는 호전되었다. 프루스는 조사 위원회에서 증언할 수 없었지만, 공식적으로는 책임이 없다고 판결되었다.
프루스는 다른 비행선 승무원들과 함께 이 참사가 사보타주에 의해 발생했으며, 번개나 정전기에 의해 발생했을 가능성을 일축했다. 비록 비행선 마스터 선장 후고 에케너는 다른 원인들을 배제하지 않았지만, 그는 프루스가 악천후에서 착륙을 감행한 결정을 비판하며, 착륙 접근 중 프루스가 명령한 급회전이 가스 누출을 일으켜 정전기로 인해 발화했을 수 있다는 믿음을 표명했다. 프루스는 그러한 회전은 정상적인 절차였으며, 접근 중 경험한 선미의 무거움은 꼬리 부분에서 빗물이 배출되었기 때문에 정상적인 것이라고 주장했다. 프루스가 사보타주에 대한 자신의 믿음을 유지한 것은 죄책감 때문이거나 자신과 비행선 사업의 신뢰도를 유지하기 위함이었다는 의견도 있다.

## 힌덴부르크 이후
프루스는 1937년 10월경 독일로 돌아와 제2차 세계 대전이 발발하자 프랑크푸르트 공항의 사령관으로 복무했다. 이 시기에 그는 이미 독일의 남은 체펠린 비행선 함대의 현대화를 촉구하고 있었으며, 1940년 헤르만 괴링이 프랑크푸르트 공항을 방문했을 때 이것이 프루스와 괴링 간의 소란의 주제였다고 전해진다. 1950년대에 프루스는 이 운송 수단의 편안함과 사치스러움을 언급하며 새로운 체펠린 비행선 건설을 위한 자금을 모으려고 했다. 그는 위 수술 후 폐렴으로 1960년에 사망했다. 프루스는 자신의 꿈이 실현되는 것을 보지 못했는데, 그가 사망한 지 30년이 지난 후에야 체펠린 노이에 테크놀로지(NT)가 프리드리히스하펜 단지에서 새로운 비행선을 건설했기 때문이다.

## 묘사
1975년 영화 《힌덴버그》에서 프루스는 찰스 더닝이 연기했다. 이 묘사는 부정확한데, 프루스는 단순한 관찰자로 여행한 2등 항해사 에른스트 레만의 조언을 무시하고 "이번 여행의 걱정은 내가 할 거야"라고 말하는 것으로 묘사되기 때문이다. 다큐드라마 《Hindenburg: The Untold Story》에서는 앨버트 웰링이 연기했다. 2011년 RTL TV 영화에서는 위르겐 숀나겔이 연기한다.
힌덴부르크는 《Beyond Belief: Fact or Fiction》 시리즈에 등장하는데, 몇 년 전 RMS 루시타니아 여객선의 비극적인 항해를 놓쳐 죽음을 모면했던 부부가 비행선에 탑승하여 친구들에게 그 이야기를 들려주는 이야기의 배경으로 나온다.
TV 시리즈 《타임리스 (드라마)》의 파일럿 에피소드에서 프루스는 등장했지만 이름은 언급되지 않았다.

## 서지
1. 1 2  “Injuries Fatal to War Hero”. The Pittsburgh Press. 1937년 5월 8일. 1, 8면. 2014년 2월 23일에 확인함.
2. ↑  Airships.net. “Ernst Lehmann”.
3. ↑  The Pittsburgh Press (1937년 5월 7일). “Zeppelin plot a possibility, Eckener says”. 20쪽.
4. ↑  The Sunday Morning Star (1937년 5월 23일). “Eckener gropes to solve blast”. 6쪽.
5. ↑  Hindenburg: The Untold Story, distributed by 채널 4 International, May 6, 2007.
6. ↑  Waibel, B. (2002): Das Projekt LZ 132. Wiederbelebung der Zeppelin-Luft Schiffahrt in den fünfziger Jahren?, in: Meighörner, W. (Hrsg.): Luftschiffe: Die nie gebaut wurden, Friedrichshafen, S. 139-149.